# Campeonato Brasileiro Série A 2016
In 2016 werd de 60ste editie van de Campeonato Brasileiro Série A gespeeld, de hoogste voetbalklasse van Brazilië. De competitie werd gespeeld van 15 mei tot 11 december. Palmeiras werd kampioen. 
Aan de competitie namen 20 clubs deel. Zij speelden in één grote groep en speelden een uit- en thuiswedstrijd tegen elk ander team in de competitie. De club met de meeste punten na 38 speelrondes, werd kampioen. De wedstrijd Atlético Mineiro - Chapecoense op de laatste speeldag werd niet gespeeld door de vliegtuigramp van kort daarvoor waarbij 19 spelers van Chapecoense om het leven kwamen. 

## Stadions en locaties
| Club                | Stad           | Stadion           | Capaciteit |
| ------------------- | -------------- | ----------------- | ---------- |
| América Mineiro     | Belo Horizonte | Independência     | 23.018     |
| Atlético Mineiro    | Belo Horizonte | Independência     | 23.018     |
| Atlético Paranaense | Curitiba       | Arena da Baixada  | 42.372     |
| Botafogo            | Rio de Janeiro | Luso Brasileiro   | 17.250     |
| Chapecoense         | Chapecó        | Arena Condá       | 22.600     |
| Corinthians         | São Paulo      | Arena Corinthians | 49.205     |
| Coritiba            | Curitiba       | Couto Pereira     | 40.502     |
| Cruzeiro            | Belo Horizonte | Mineirão          | 61.846     |
| Figueirense         | Florianópolis  | Orlando Scarpelli | 19.584     |
| Flamengo            | Rio de Janeiro | Kléber Andrade    | 17.000     |
| Fluminense          | Rio de Janeiro | Édson Passos      | 13.544     |
| Grêmio              | Porto Alegre   | Arena do Grêmio   | 55.662     |
| Internacional       | Porto Alegre   | Beira-Rio         | 50.128     |
| Palmeiras           | São Paulo      | Allianz Parque    | 43.173     |
| Ponte Preta         | Campinas       | Moisés Lucarelli  | 19.728     |
| Santa Cruz          | Recife         | Arruda            | 60.044     |
| Santos              | Santos         | Vila Belmiro      | 16.068     |
| São Paulo           | São Paulo      | Morumbi           | 67.052     |
| Sport do Recife     | Recife         | Ilha do Retiro    | 32.983     |
| Vitória             | Salvador       | Barradão          | 34.535     |

## Eindstand
| Plaats | Club                | Wed. | W  | G  | V  | Saldo | Ptn. |
| ------ | ------------------- | ---- | -- | -- | -- | ----- | ---- |
| 1.     | Palmeiras           | 38   | 24 | 8  | 6  | 62:32 | 80   |
| 2.     | Santos              | 38   | 22 | 5  | 11 | 59:35 | 71   |
| 3.     | Flamengo            | 38   | 20 | 11 | 7  | 52:35 | 71   |
| 4.     | Atlético Mineiro    | 37   | 17 | 11 | 9  | 61:50 | 62   |
| 5.     | Botafogo            | 38   | 17 | 8  | 13 | 43:39 | 59   |
| 6.     | Atlético Paranaense | 38   | 17 | 6  | 15 | 38:32 | 57   |
| 7.     | Corinthians         | 38   | 15 | 10 | 13 | 48:42 | 55   |
| 8.     | Ponte Preta         | 38   | 15 | 8  | 15 | 48:52 | 53   |
| 9.     | Grêmio              | 38   | 14 | 11 | 13 | 41:44 | 53   |
| 10.    | Chapecoense         | 37   | 13 | 13 | 11 | 49:53 | 52   |
| 11.    | São Paulo           | 38   | 14 | 10 | 14 | 44:36 | 52   |
| 12.    | Cruzeiro            | 38   | 14 | 9  | 15 | 48:49 | 51   |
| 13.    | Fluminense          | 38   | 13 | 11 | 14 | 45:45 | 50   |
| 14.    | Sport               | 38   | 13 | 8  | 17 | 49:55 | 47   |
| 15.    | Coritiba            | 38   | 11 | 13 | 14 | 41:42 | 46   |
| 16.    | Vitória             | 38   | 12 | 9  | 17 | 51:53 | 45   |
| 17.    | Internacional       | 38   | 11 | 10 | 17 | 35:41 | 43   |
| 18.    | Figueirense         | 38   | 8  | 13 | 17 | 30:50 | 37   |
| 19.    | Santa Cruz          | 38   | 8  | 7  | 23 | 45:69 | 31   |
| 20.    | América Mineiro     | 38   | 7  | 7  | 24 | 23:58 | 28   |

|  | Landskampioen en gekwalificeerd voor tweede fase Copa Libertadores 2017 |
|  | Gekwalificeerd voor tweede fase Copa Libertadores 2017                  |
|  | Gekwalificeerd voor eerste fase Copa Libertadores 2017                  |
|  | Gekwalificeerd voor Copa Sudamericana 2017                              |
|  | Degradatie naar Série B                                                 |

### Kampioen
| Campeonato Brasileiro Série A 2016 |
| São Paulo                          |
| ---------------------------------- |
| PALMEIRAS Kampioen (9° titel)      |

## Topschutters
| Speler            | Speler                 | Goals | Club             |
| ----------------- | ---------------------- | ----- | ---------------- |
| Vlag van Brazilië | Diego de Souza Andrade | 14    | Sport            |
| Vlag van Brazilië | Fred                   | 14    | Atlético Mineiro |
| Vlag van Brazilië | William Pottker        | 14    | Ponte Preta      |
| Vlag van Brazilië | Grafite                | 13    | Santa Cruz       |